# Листенгурт, Михаил Александрович
Михаил Александрович Листенгурт (1903, Одесса, Российская империя — 22 февраля 1939, Москва, Советский Союз) — сотрудник ОГПУ-НКВД, майор государственной безопасности (1935). Брат Рафаила Листенгурта.

## Биография
Член коммунистической партии с 1929, с этого же года работал в полномочном представительстве ОГПУ по Северо-Кавказскому краю, старший уполномоченный ИНО КРО. С 1931 начальник отделения КРО, начальник отделения ИНО, с 1934 помощник начальника Особого отдела. С июля 1934 помощник начальника Особого отдела Управления госбезопасности УНКВД Северо-Кавказского края. Работал под началом Ефима Георгиевича Евдокимова. С 1935 становится заместителем начальника Секретно-политического отдела Управления госбезопасности УНКВД по Азово-Черноморскому краю. С августа 1936 назначается начальником отделения Секретно-политического отдела ГУГБ. С июня 1937 становится помощником начальника 5-го (Особого) отдела ГУГБ НКВД СССР. С февраля 1938 назначается исполняющим обязанности начальника 5-го отдела Управления госбезопасности НКВД УССР. С июня 1938 является заместителем начальника 3-го отдела (КРО) 1-го Управления госбезопасности НКВД СССР.

## Репрессии
Арестован 25 октября 1938. Расстрелян по приговору Военной коллегии Верховного суда СССР 22 февраля 1939 (по другим данным в 1940).